# Kannemeyeriidae
De Kannemeyeriidae zijn een familie binnen de suborde Dicynodontia van de orde Therapsida. Het omvat verschillende grote uitgestorven dieren uit het Trias. De kannemeyeriiden hadden een vrijwel wereldwijde verspreiding met fossiele vondsten in de Verenigde Staten, Zuid-Amerika, Afrika, Oost-Azië en wellicht ook Australië. 

## Ontwikkeling
De kannemeyeriiden evolueerden waarschijnlijk aan het begin van het Trias uit de dicynodont Lystrosaurus of een daaraan nauw verwant dier. Gedurende het Midden- en Laat-Trias behoorden de kannemeyeriiden tot de grootste plantenetende dieren ter wereld. Samen met de cynodonten waren het de laatste vertegenwoordigers van de 'zoogdierreptielen'. Aan het einde van het Trias stierf de groep uit door de opkomst van de dinosauriërs, hoewel er een schedel van een dicynodont uit het Krijt gevonden is. Het is niet zeker of dit dier tot de Kannemeyeriidae behoort.

## Beschrijving
Net als de andere dicynodonten waren de kannemeyeriiden in het bezit van een relatief grote kop, twee naar beneden gerichte slagtanden en een snavelachtige bek. De voorpoten waren net als bij hagedissen gespreid, maar de achterpoten stonden net als bij zoogdieren recht onder het lichaam. 

## Indeling
- Familie Kannemeyeriidae
  - Angonisaurus
  - Barysoma
  - Calleonasus
  - Chanaria
  - Dinodontosaurus
  - Dolichuranus
  - Jachaleria
  - Rhinocerocephalus
  - Sangusaurus
  - Zambiasaurus
  - Tetragonias
  - Vinceria
  - Wadiasaurus
  - Onderfamilie Kannemeyeriinae
    - Ischigualastia
    - Kannemeyeria
    - Parakannemeyeria
    - Rabidosaurus

  - Onderfamilie Placeriinae 
    - Edaxosaurus
    - Placerias
    - Rechnisaurus

  - Onderfamilie Sinokannemeyeriinae 
    - Rhadiodromus
    - Sinokannemeyeria
    - Uralokannemeyeria